# Jermain Defoe
Jermain Colin Defoe (London, 7. listopada 1982.) umirovljeni je engleski nogometaš. Njegova majka dolazi sa Svete Lucije, a otac iz Dominike.

## Vanjske poveznice
- Profil na Transfermarktu
- Profil na Soccerwayu